# Gary Alexander (zapaśnik)
Gary Joseph Alexander (ur. 10 lutego 1944 w Minneapolis) – amerykański zapaśnik walczący w stylu klasycznym. Olimpijczyk z Montrealu 1976, gdzie odpadł w eliminacjach w wadze 62 kg. Był w składzie na igrzyska w Monachium 1972, ale na dwa miesiące przed zawodami został postrzelony w szczękę przez policjanta.
Odpadł w eliminacjach mistrzostw świata w 1971; 1973 i 1975. Wicemistrz igrzysk panamerykańskich w 1975 roku.
Zawodnik Uniwersytetu Minnesoty i University of Wisconsin–River Falls.